# ダルマパーラ・ラクシタ
ダルマパーラ・ラクシタ（Dharmapala rakshita、1268年 - 1287年）は、チベット仏教サキャ派の仏教僧。大元ウルスにおける3代目の帝師を務めた。初代帝師パクパの甥にあたる。
漢文史料の『元史』には答児麻八剌剌吉塔（Dharmapala rakshita > dāérmábālà làjítǎ）という表記も見られる。

## 概要
チベット語史料の『フゥラン・テプテル』などによると、ダルマパーラ・ラクシタは初代白蘭王チャクナ・ドルジェとその妃のマクチカンドーブム（Ma gcig mkha' 'gro 'bum）との間に戊辰（1268年）に生まれたという。14歳の時に大元ウルスの朝廷を訪れ、在家でありながら師の職（帝師）を務めるようになった。
帝師としてのダルマパーラ・ラクシタの事蹟は漢文史料側には全く言及がないが、チベット語史料側にはセチェン・カアン（世祖クビライ）に請うて「パクパの遺骨や聖物を安置した水晶の大塔」と、その大塔がある大寺を建てたと記される。また、大元ウルスの朝廷滞在中にチベット侵攻を指揮したコデンの子のジビク・テムルの娘のペンデン（dPal ldan）を娶ったとも伝えられている。
ダルマパーラ・ラクシタの没年について、『元史』釈老伝は至元23年（1286年）に亡くなったと記し、『元史』世祖本紀には同年に次のイェシェー・リンチェンが帝師になったと記される。一方、チベット語諸史料は一致してダルマパーラ・ラクシタは「サキャ派の座主」としてチベットを統治するため帰国する途上で亡くなったとするため、『元史』釈老伝の記述は帝師の辞任をダルマパーラ・ラクシタの死亡によるものと誤解した記述であると考えられる。また、チベット語史料の中でもダルマパーラ・ラクシタの没年について様々な説があるが、稲葉正就はより多くの史料が採用している1287年（丁亥）没説を正しいとする。
ダルマパーラ・ラクシタの没後、クビライは唯一残ったコン氏直系の男子のサンポペルの帰国を許さず拘禁したため、チベット本国における座主・大元ウルス朝廷における帝師の地位はともに非コン氏の人間の手に渡った。コン氏の不在とクビライによるチベットへの干渉の増大はサキャ派以外の諸宗派の不満を呼び起こし、やがてディクン派の乱を引き起こすに至った。